# Марањану (Сасари)
Марањану је насеље у Италији у округу Сасари, региону Сардинија.
Према процени из 2011. у насељу је живело 6 становника. Насеље се налази на надморској висини од 15 м.